# Сорокопуд сірий
Сорокопу́д сі́рий (Lanius excubitor) — птах родини Сорокопудові ряду Горобцеподібні, один з 4 видів роду у фауні України. 
Більшість птахів, що гніздяться в Україні належать до підвиду L. e. homeyeri, менша частина — до перехідної форми між цим підвидом та номінативним L. е. excubitor. В Україні — рідкісний гніздовий, нечисленний під час сезонних кочівель та взимку.

## Опис

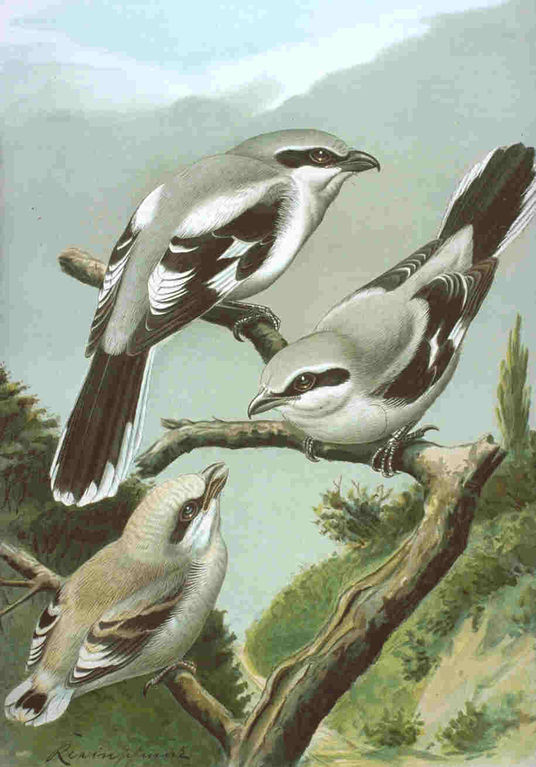
Дорослий самець та самка (вгорі) підвиду L. e. excubitor з молодим птахом (внизу)

Зверху сірий, на голові чорна смуга, яка проходить через очі; низ білий, з сірим відтінком; крила та хвіст чорні, на крилі біла пляма. У молодих птахів верх з бурим відтінком, низ з хвилеподібною темною строкатістю; дзьоб буруватий, на кінці темний. Загальна довжина тіла — близько 240 мм, маса тіла — 57-80 г.
Від чорнолобого сорокопуда відрізняється більшими розмірами і довшим хвостом; крім того, дорослий птах — сірим лобом, а молодий — однотонним верхом в поєднанні з хвилеподібною строкатістю низу.

## Поширення
Гніздовий ареал охоплює Європу, Азію та Північну Африку. Через територію України проходить південна межа гніздового ареалу. Гніздиться в усіх поліських (Волинська, Рівненська, Житомирська, Київська, Чернігівська і Сумська) та прикарпатських областях (Львівська, Івано-Франківська, Чернівецька і Закарпатська). Є інформація про випадки гніздування на Полтавщині, Хмельниччині та Вінниччині. В осінньо-зимовий період трапляється на всій території України.

## Чисельність і причини її зміни
Чисельність в Європі оцінюється в 250—400 тис. пар. Чисельність в Україні оцінюється в 500—1000 пар або в 900—1200 пар в 1988 р. (Cramp, 1993). Основна частина українського гніздового угруповання зосереджена у Волинському Поліссі. Протягом практично всього ХХ ст. чисельність птахів, що гніздилися в Україні була надзвичайно низькою. З 1980 рр. спостерігається помітне збільшення чисельності у Поліссі та значне розширення гніздової частини ареалу.

## Особливості біології

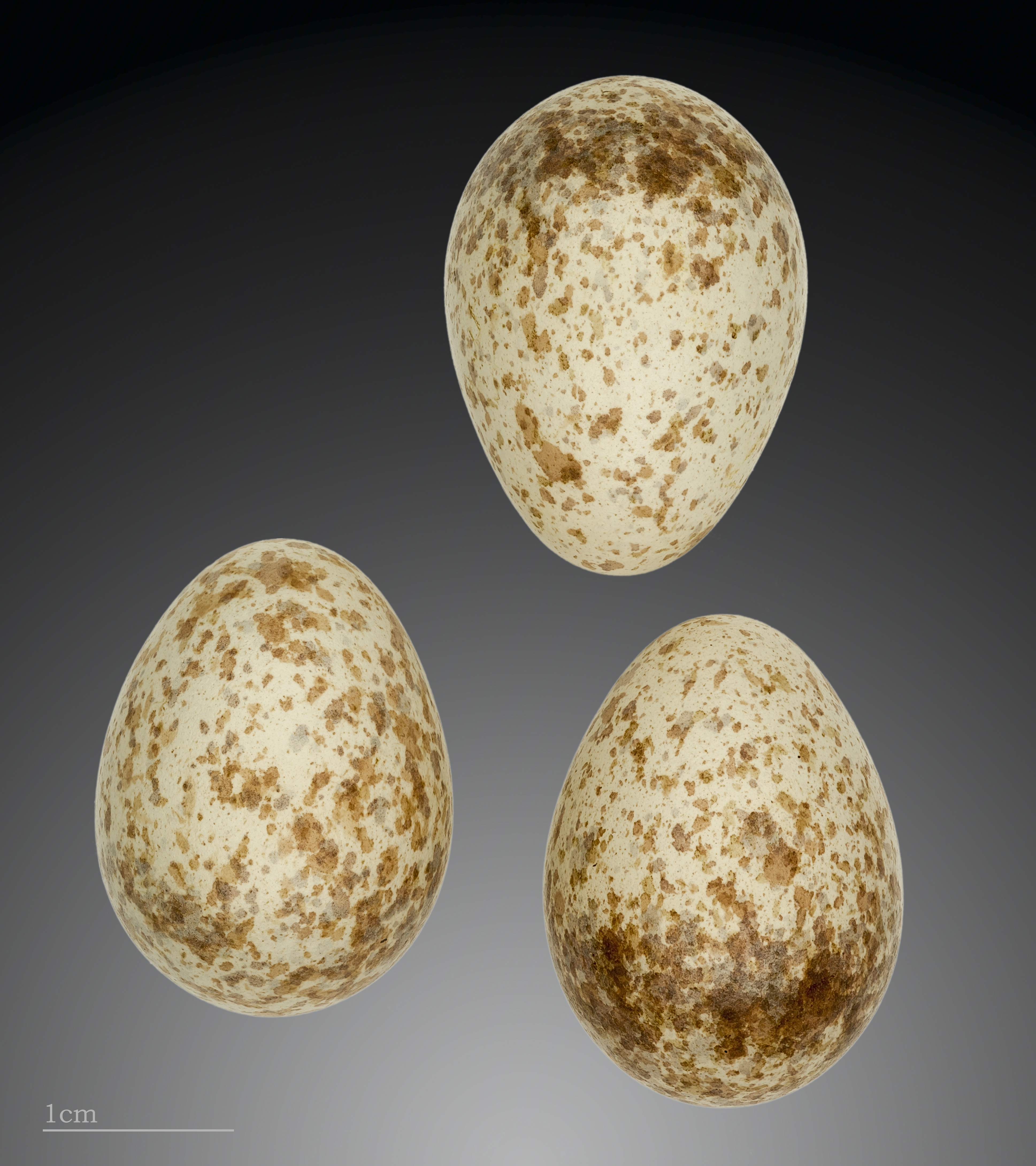
Яйця сірого сорокопуда

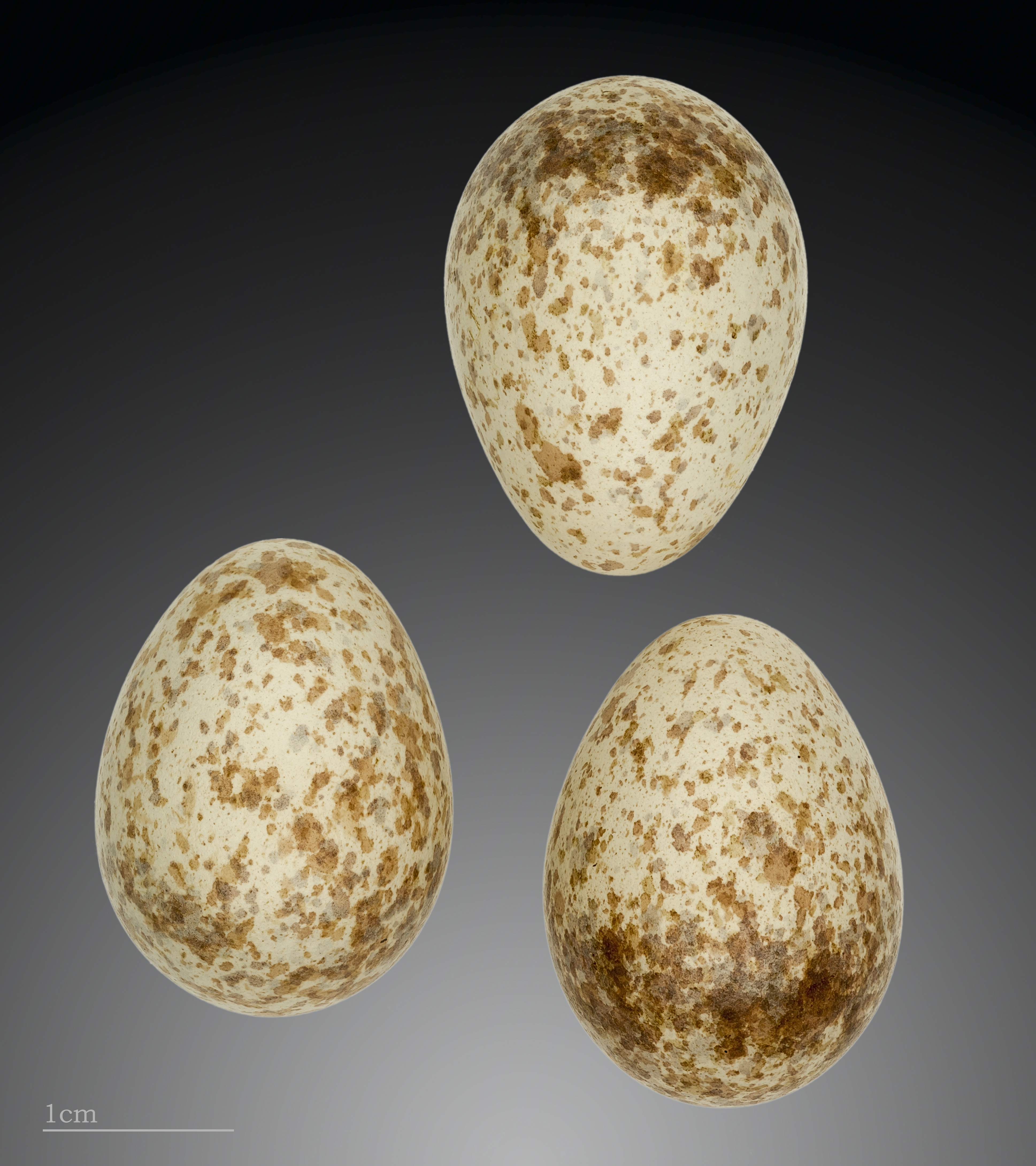
Яйце зозулі звичайної та яйця сірого сорокопудам (Тулузький музей)

Моногамний вид. Період гніздування квітень — липень. Найоптимальнішими для гніздування є зволожені біотопи (болота, луки), де є масиви чагарників чи окремі кущі. Гніздиться також на великих лісових галявинах, згарищах, лісосіках, узліссі. Гнізда влаштовує на кущах чи невеличких деревах. У кладці зазвичай 5-7 яєць, рідше 8-9. Інкубація триває близько 15 діб. Пташенята залишають гніздо у віці 19-20 днів, а стають самостійними ще через 2 тижні. Перші молоді льотні птахи трапляються вже в середині червня. Основу живлення складають великі комахи, ящірки, дрібні птахи, мишоподібні гризуни. Осіло-кочовий вид. Восени та взимку частина птахів переміщується в південному напрямку, досягаючи південних областей України. Кочівлі тривають протягом жовтня — березня.

## Охорона
Має несприятливий охоронний статус в Європі (категорія SPEC 3). Включено до Бернської конвенції (Додаток ІІ). Занесено до Червоної книги України (1994, 2009). Охороняється у НПП Шацькому, Нобельському, «Прип'ять-Стохід», Карпатському біосферному заповіднику, природних заповідниках Поліському, Рівненському та «Розточчя».
Розмноження та розведення у спеціально створених умовах: відомі окремі випадки розмноження у неволі.